# Jerzy Wysokiński

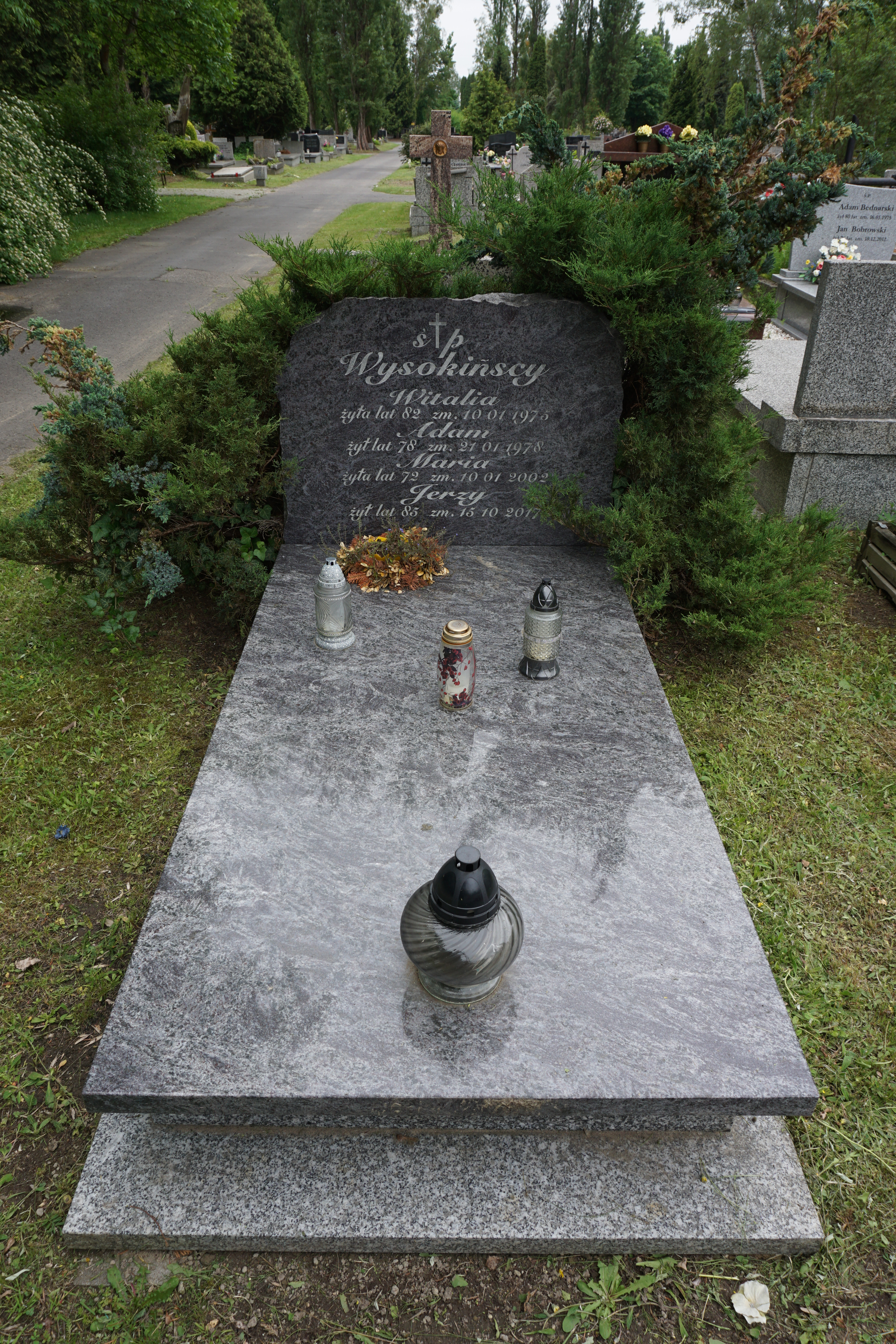
Grób Jerzego Wysokińskiego na cmentarzu Komunalnym Północnym w Warszawie

Jerzy Wysokiński (ur. 12 lipca 1932 w Białymstoku, zm. 15 października 2017) – polski dziennikarz i wydawca.

## Życiorys
W latach 1952–1974 związany był z Polską Agencją Prasową, gdzie m.in. kierował Zespołem Polityczno-Społecznym Redakcji Krajowej. W latach 1975–1989 był dyrektorem Wydawnictw Normalizacyjnych, od 1982 do 1991 dyrektorem oficyny wydawniczej Alfa, której był twórcą. W latach 1987–1989 piastował funkcję wiceprzewodniczącego Porozumienia Wydawców. 
W 1991 został powołany przez premiera Tadeusza Mazowieckiego na dyrektora generalnego PAP, został z tej funkcji odwołany w kwietniu 1992, ale powrócił na nią w czerwcu tegoż roku i pełnił ją do 1995, a w 1996 został doradcą prezesa PAP Krzysztofa Komornickiego. W latach 1995–2005 był doradcą ds. politycznych i mediów prezydenta RP Aleksandra Kwaśniewskiego.
W PRL odznaczony Krzyżem Kawalerskim i Krzyżem Oficerskim Orderu Odrodzenia Polski.

## Kontrowersje
W 1989 Józef Czapski i Gustaw Herling-Grudziński oskarżyli publicznie Jerzego Wysokińskiego i Wydawnictwo Alfa o naruszenie ich praw autorskich w związku z umieszczeniem bez ich zgody fragmentów książek Na nieludzkiej ziemi i Inny świat w antologii My deportowani. Paryska Kultura zamieściła listy pokrzywdzonych autorów z nagłówkiem "Bezkarne gangsterstwo", wskazując, że z J. Wysokińskim ma również "smutne doświadczenia". Jerzy Wysokiński wyjaśnienia w tej sprawie zamieścił w Gazecie Wyborczej nr 106 z 1989.